# マルク・パヴェルマン
マルク・イズライレヴィチ・パヴェルマン (ロシア語: Марк Израилевич  Паверман；ラテン文字表記：Mark Izrailevich Paverman、1907年6月8日 - 1993年6月13日) はロシアの指揮者。

## 経歴
1907年、ロシア帝国領オデッサで生まれた。オデッサ音楽院でヴァシリー・ゾロタリョフに師事して作曲法を学んだ。その後モスクワに出て、モスクワ音楽院でコンスタンチン・サラジェフに師事して指揮法を学び、1930年に卒業した。
卒業後は1934年までモスクワのオーケストラを転々として活動をしていたが、1934年にエカテリンブルクで放送局のオーケストラを組織し、1936年にスヴェルドロフスク国立交響楽団となるまでに発展させた。1938年には全ソ連指揮者コンクールに出場して第4位に入賞し、1941年までロストフ交響楽団の指揮者を務めた。その後、スヴェルドロフスク国立交響楽団の指揮者の地位に戻り、1970年まで在任。
教育者としても活躍し、1940年からウラル音楽院の指揮科で教え、門下生にはエフゲニー・コロボフやアレクサンダー・サミュエルらがいる。
1993年、モスクワにて死去。

## 脚註
1. ↑  “Паверман Марк Израилевич”. 2017年5月3日時点のオリジナルよりアーカイブ。2017年5月4日閲覧。

| スタブアイコン | サブスタブ | この項目は、まだ閲覧者の調べものの参照としては役立たない、音楽関係者（バンド等）に関連した書きかけの項目です。この項目を加筆・訂正などしてくださる協力者を求めています（P:音楽/PJ:芸能人）。 |